# جماعت خانة

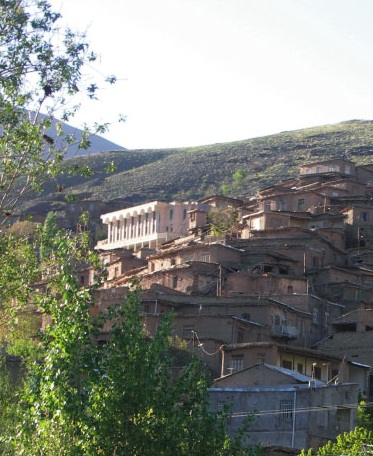
«جماعت خانة» قرب نيسابور.

جماعت خانة هو لفظ مكون من كلمتين، الأولى تحريف لكملة «جماعة» العربية، والثانية «خانة» الفارسية بمعنى مكان، تستخدم كمرادف للمسجد عند الخوجة النزاريين في الهند.
قيل بأن أول من بنى «جماعت خانة» (في السند) هو البير صدر الدين، الذي عاش في القرن الثامن الهجري.